# ورقة وجلشة

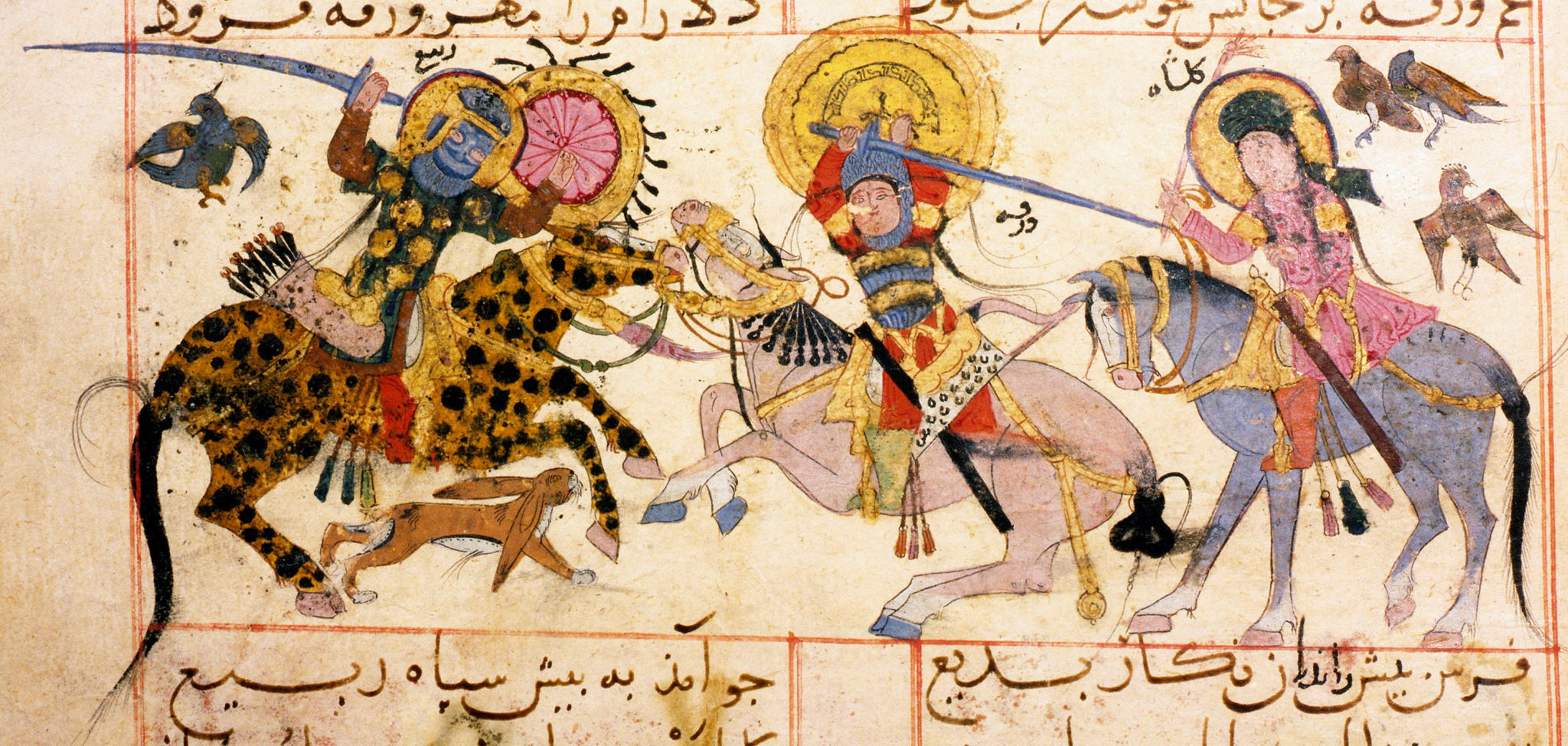
جلشة (على اليمين) متنكرة في زي رجل، تراقب حبيبها ورقة (في الوسط) ومنافسه رابي (على اليسار) وهما يتقاتلان على ظهور الخيل. ورقة وجلشة، صورة مصغرة من منتصف القرن الثالث عشر، في الأناضول السلجوقية

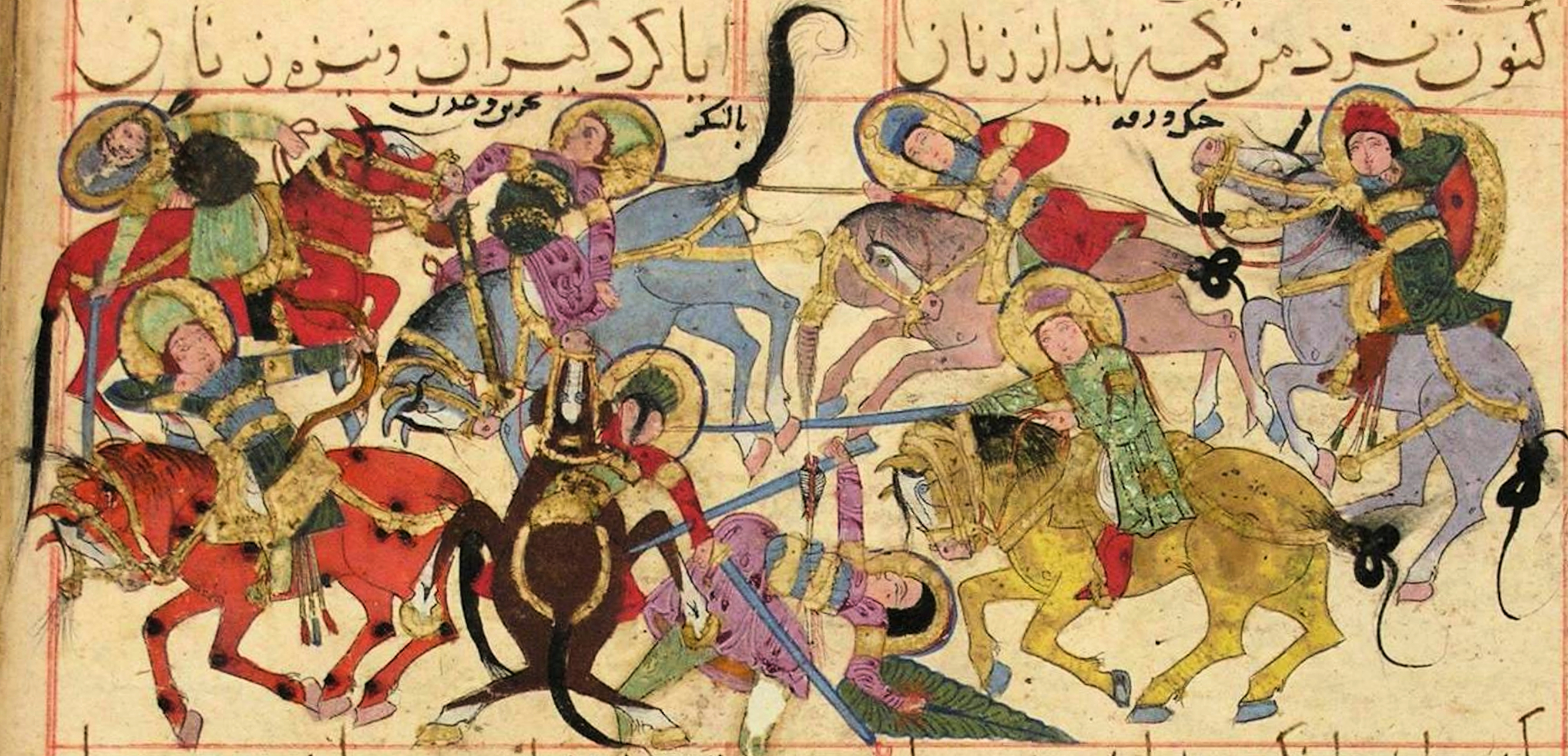
معركة ورقة مع جيش البحرين وعدن. ورقة وجلشة، صورة مصغرة من منتصف القرن الثالث عشر، في الأناضول السلجوقية

ورقة وجلشة هي ملحمة فارسية من القرن الحادي عشر تتكون من 2250 بيتًا، كتبها الشاعر الفارسي عيوقي، مستندًا لقصة الحب العربية عروة وعفراء. في المقدمة، أشاد المؤلف بالحاكم الغزنوي الشهير محمود الغزنوي (حكم من عام 998 إلى عام 1030).
ألهمت ورقة وجلشة القصة الرومانسية الفرنسية في العصور الوسطى فلوريس وبلانشفلور [الإنجليزية].

## القصة
الملحمة هي قصة حب بين شاب يدعى ورقة وفتاة تدعى جلشة. أبواهما أخوان عربيان همام وهلال، زعيما قبيلة بني شاب. عندما كان من المفترض أن يتزوج ورقة من جلشة، اختفظ عدو يدعى ربيع بن عدنان جلشة. وتلت ذلك معارك عديدة، قُتل فيها والد ورقة وربيع وولداه، حتى أُنقذَت جلشة أخيرًا. لكن والد جلشة ألغى حفل الزفاف، مدعيًا أن ورقة فقير للغاية. ولكي يصبح ثريًا، ذهب ورقة إلى بلاط عمه، منذر ملك اليمن. وفي هذه الأثناء، طلب ملك الشام يد جلشة من أمها. عندما عاد ورقة بعد أن أصبح غنيًّا، قيل له أن جلشة ماتت، لكنه يكتشف أن هذا كذب. يذهب إلى الشام لمواجهة الملك، لكنه يعامله بلطف شديد لدرجة أنه يشعر بأنه مضطر للتخلي عن جلشة. ويموت من الحزن بعد فترة وجيزة. تذهب جلشة إلى قبرها، وتموت هناك أيضًا من الحزن. وأصبح قبريهما التوأم مكانًا للحج. وبعد مرور عام زار النبي محمد القبور، وأحيا ورقة وجلشة، وأخيرًا اجتمعا.

## طبعة فريدة من القرن الثالث عشر مع المنمنمات

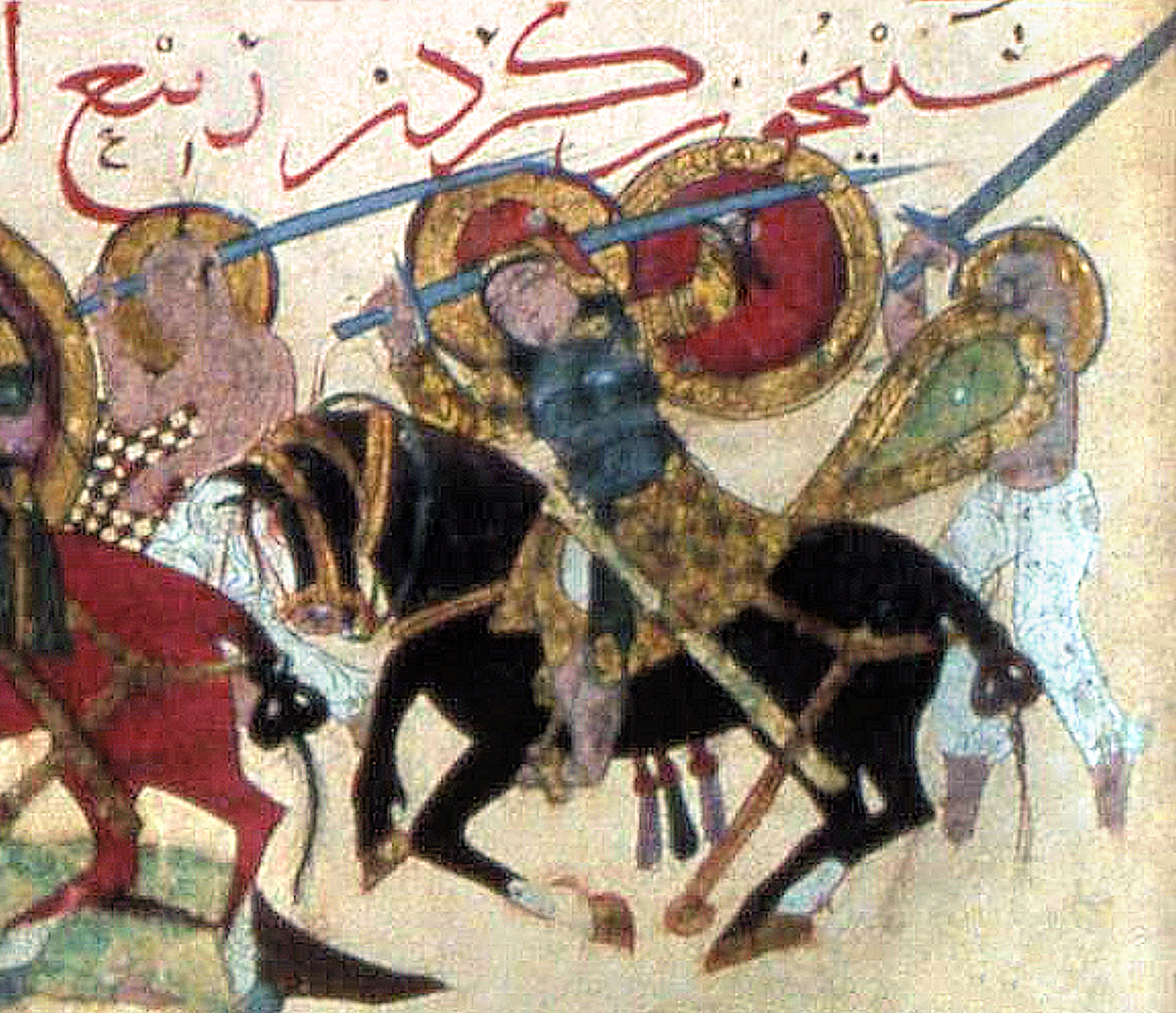
رابي، مدرع بدروع من نوع جوشان ودرع بريدي تحت سترته، مسلح بسيف طويل ذو حد واحد ودرع دائري كبير. بدعم من جنود المشاة الذين يحملون دروعًا على شكل طائرة ورقية

تستند الملحمة إلى قصة عربية قديمة، ولكن المخطوطة الوحيدة المعروفة هي طبعة من القرن الثالث عشر، ويعتقد عمومًا أنها من نتاج السلاجقة في أوائل القرن الثالث عشر. وهي أقدم مخطوطة مصورة معروفة باللغة الفارسية، ومن المرجح أنها كتبت في قونية.
تمثل المنمنمات شعب آسيا الوسطى النموذجي، ذوي البنية الجسدية الضخمة والرؤوس المستديرة الكبيرة. مؤلف المنمنمات الموجودة في المخطوطة هو الرسام عبد المؤمن الخويي، المولود في مدينة خوي في منطقة أذربيجان. اكتملت المخطوطة في قونية، في عهد سلطنة الروم السلجوقية. وهي موجودة الآن في متحف طوب قابي (عنوان المخطوطة هو: Topkapı Sarayı Müzesi، Hazine 841 H.841). يمكن تأريخها إلى حوالي عام 1250.

### الأسلحة
توفر اللوحات الموجودة في المخطوطة تصويرًا نادرًا للجيش المعاصر في العصر السلجوقي، وربما أثرت على تصويرات أخرى معروفة للجنود السلاجقة الأتراك. جميع الأزياء والإكسسوارات المصورة معاصرة للفنان، في القرن الثالث عشر الميلادي. تشكل المنمنمات أول مثال معروف للمخطوطات المصورة المكتوبة باللغة الفارسية، والتي يعود تاريخها إلى عصر ما قبل المغول، وهي مفيدة في دراسة أسلحة تلك الفترة. وعلى وجه الخصوص، صُورَت أقنعة الوجه المعدنية وخوذات البريد المتسلسل على الطراز التركي، والدروع ذات الصفائح المعدنية الصغيرة المتصلة من خلال الأشرطة، والدروع المستديرة الكبيرة (أكبرها تسمى "دروع الطائرات الورقية") والدروع الطويلة على شكل دمعة، والخيول المدرعة. كانت أنواع الأسلحة والدروع الموضحة في المنمنمات شائعة في الشرق الأوسط والقوقاز في العصر السلجوقي.

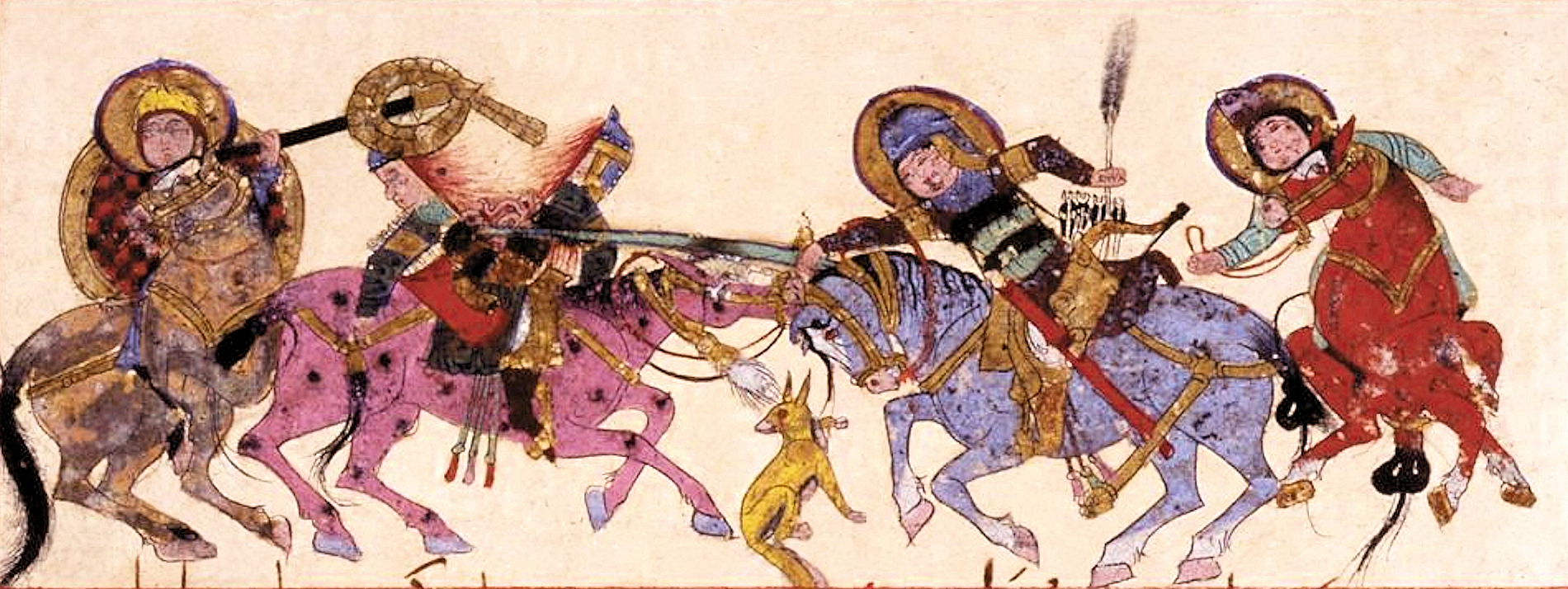
ربيع يقطع رأس خصمه. مشهد معركة في ورقة وجلشة، منتصف القرن الثالث عشر، الأناضول السلجوقية.
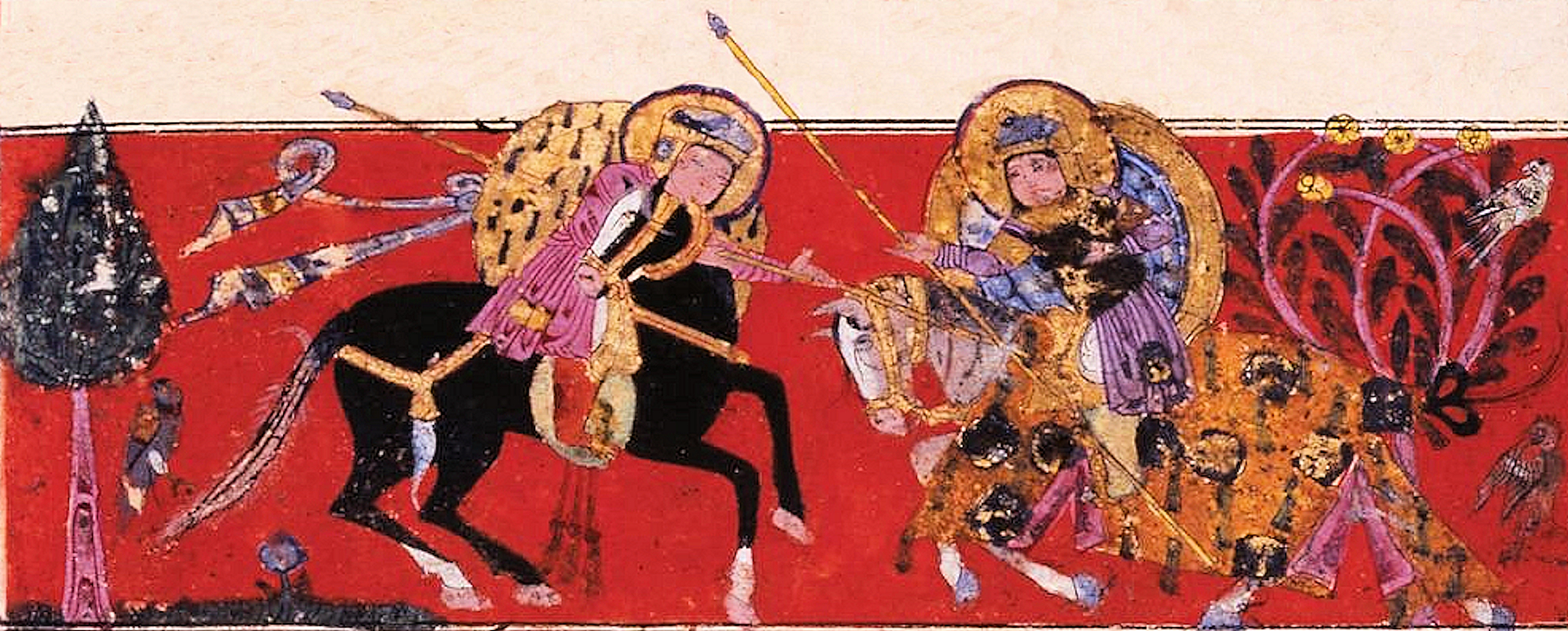
رابي يُصيب ورقة في فخذه. فاركا وجلشة، منتصف القرن الثالث عشر، الأناضول السلجوقية
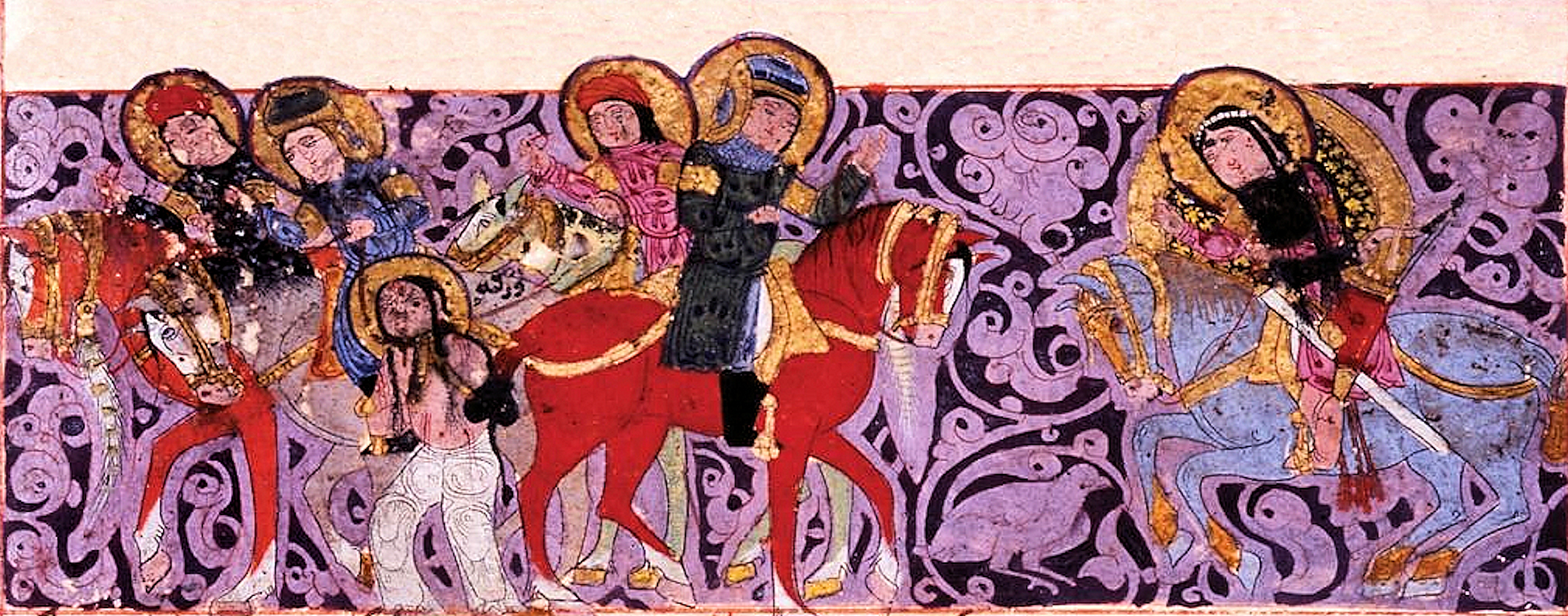
غلشاه (على اليمين) متنكّرة بزيّ رجل، تواجه الخاطف رابي. خلفها، رقعة جريح ومقيّد. ورقة وجلشة، منتصف القرن الثالث عشر، الأناضول السلجوقية.
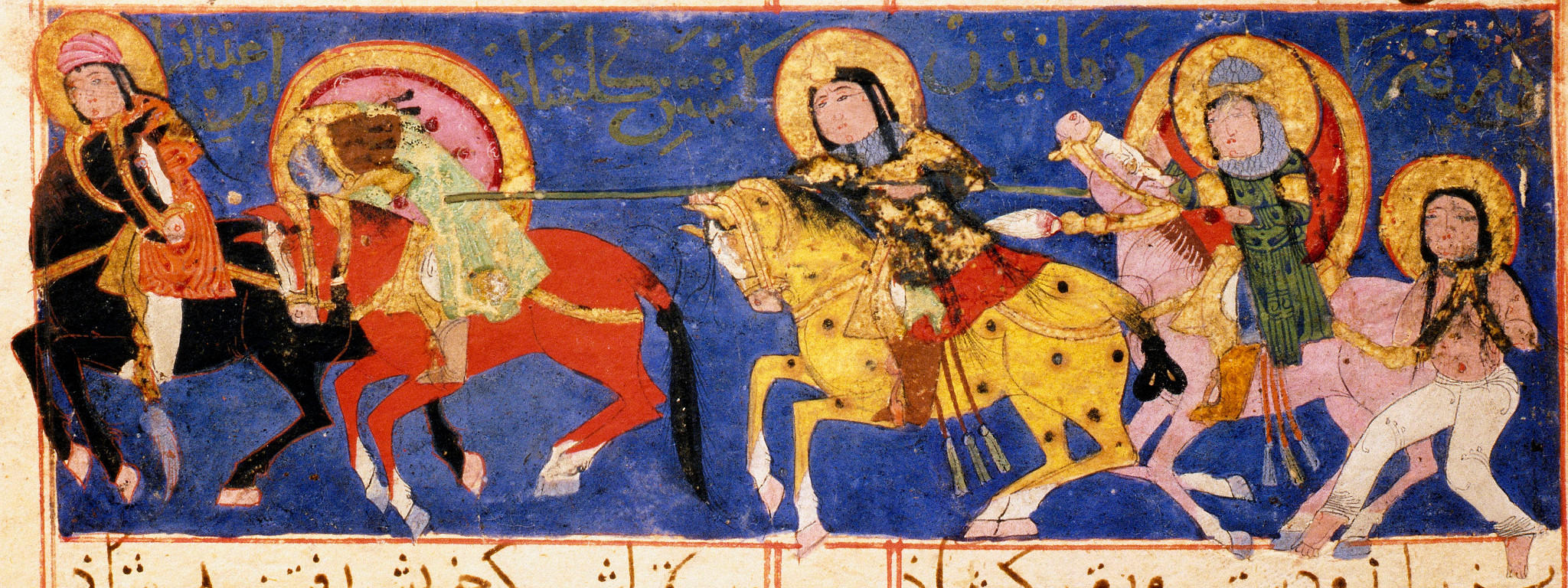
غلشاه تقتل ربيع بن عدنان برمحها. وخلفها حبيبها المهزوم ورقة، جريحًا ومقيدًا.
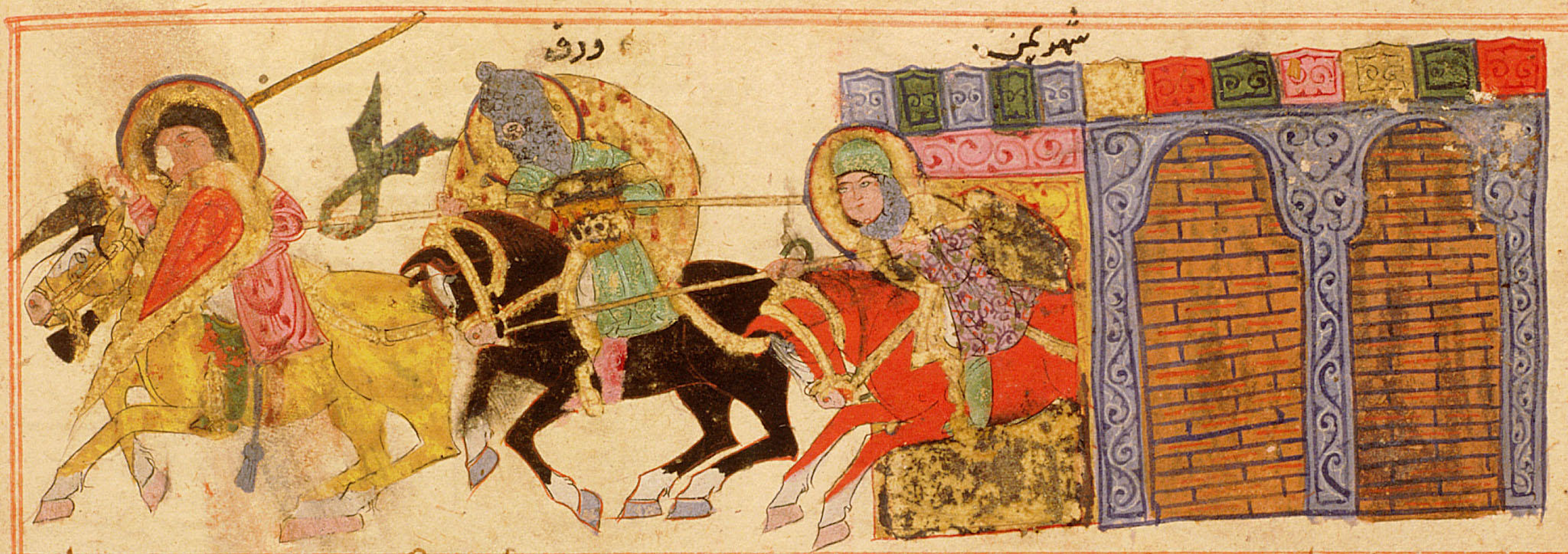
خروج ورقة المسلحين من أسوار اليمن وعلى جانبيه فارسان (37، 35ب)
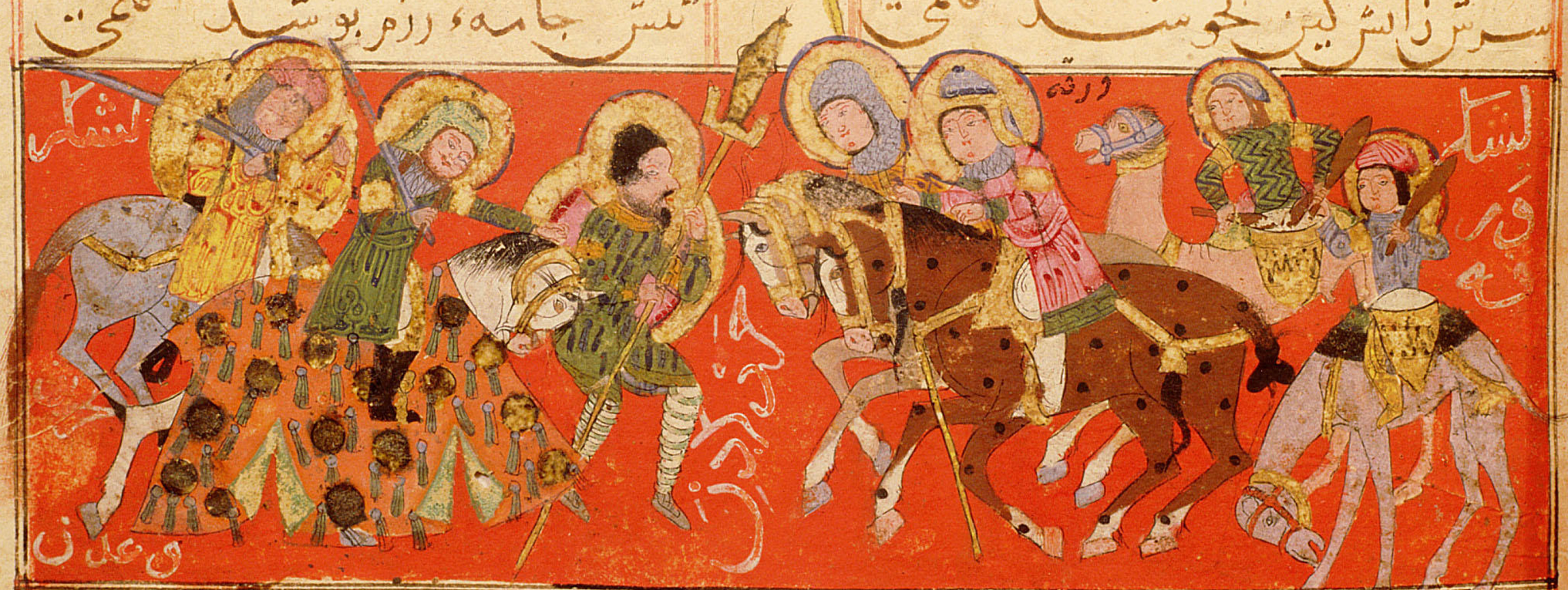
جيش ورقة يبدد جيش البحرين وعدن
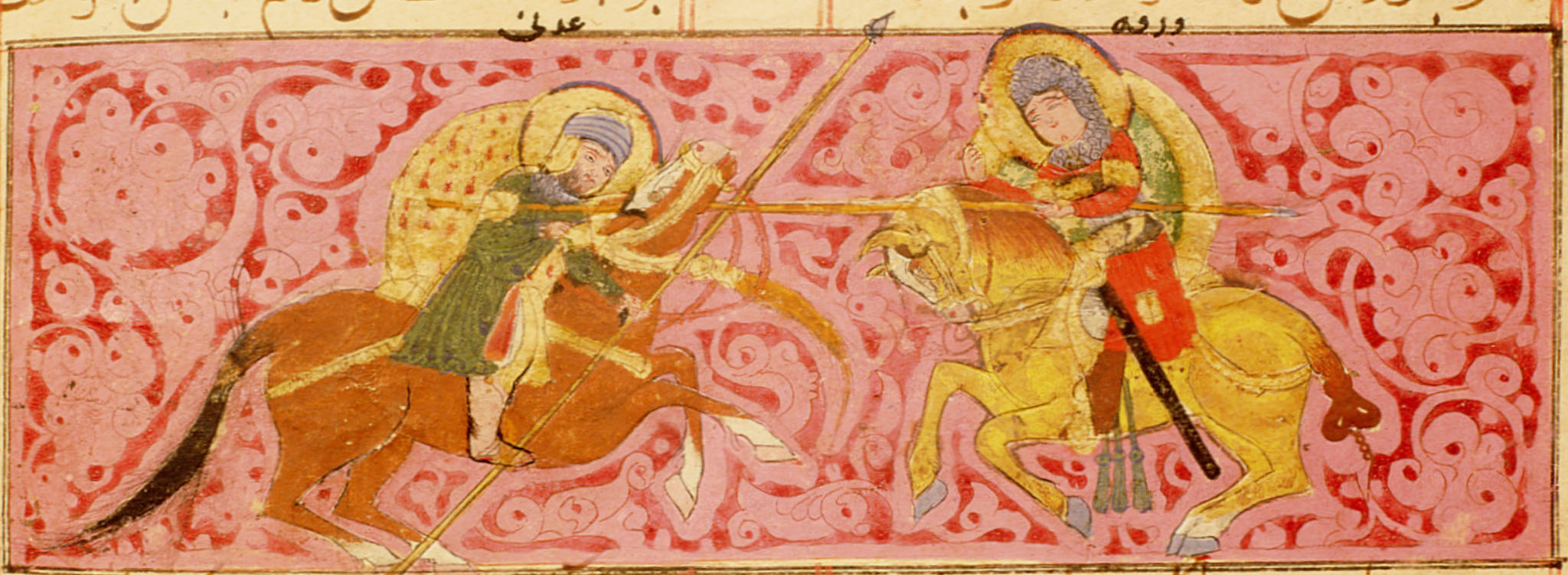
ورقة يطيح بمحارب عدن
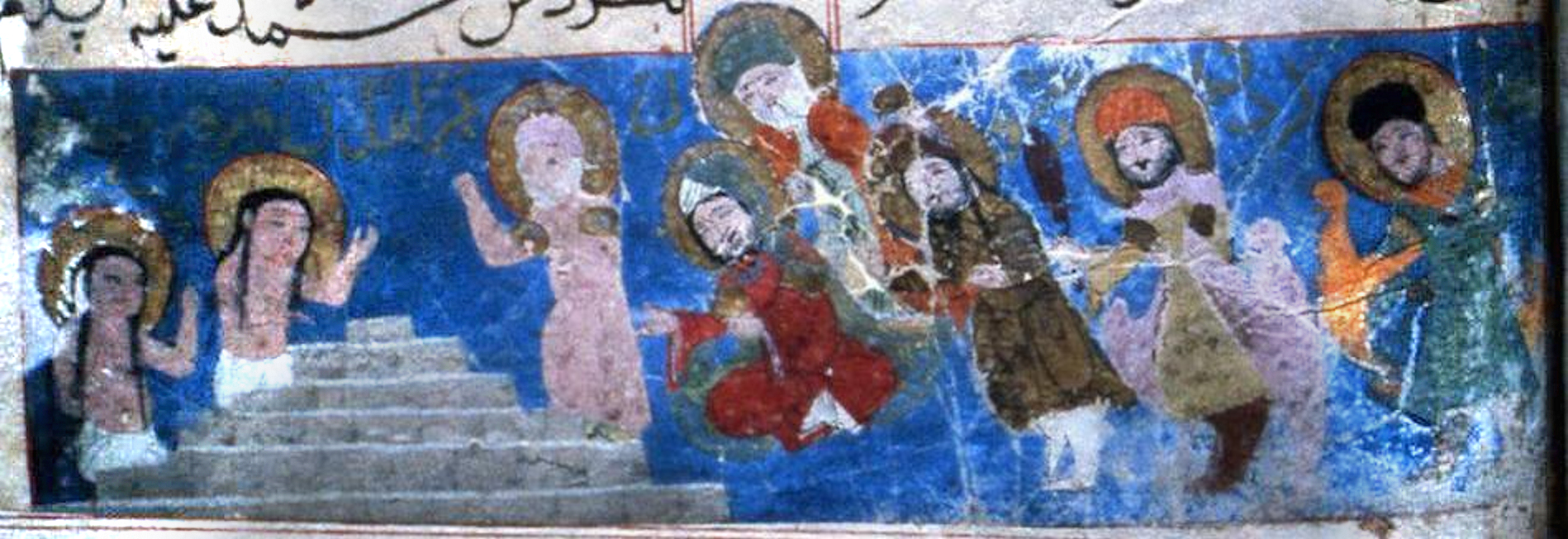
إحياء النبي لورقة وجلشة، وخلفه أصحابه الأربعة وخلفاؤه المستقبليون، وملك الشام.